# Aldo Ghira
Aldo Ghira   (Trieste, 4 d'abril de 1920 - Roma, 13 de juliol de 1991) va ser un nedador i waterpolista italià que va competir durant les dècades de 1930 i 1940.
El 1948 va prendre part en els Jocs Olímpics de Londres, on va guanyar la medalla d'or en la competició de waterpolo.
També guanyà el Campionat d'Europa de waterpolo de 1947 i tres campionats nacionals de natació.